# Alfred Felder
Pour les articles homonymes, voir Felder.

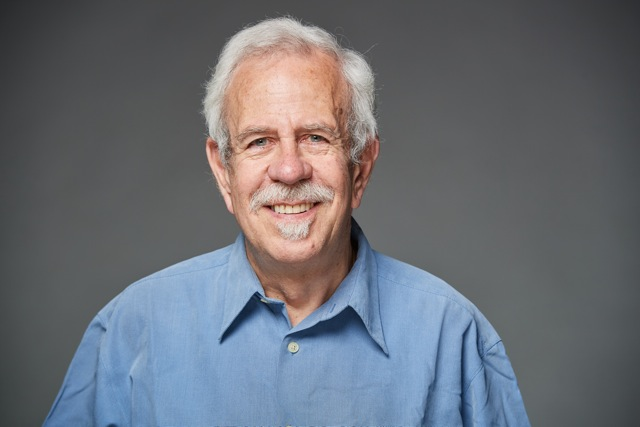
Alfred Felder (2019)

Alfred Felder est un compositeur et violoncelliste suisse, né le 2 septembre 1950 à Lucerne. Il vit avec sa famille à Winterthour. Après des études au conservatoire de Lucerne, il a obtenu son diplôme de soliste au Mozarteum de Salzbourg. Comme violoncelliste soliste il a joué dans différents orchestres de chambre et a participé à des tournées dans plusieurs pays, y compris Canada, Inde, Chine et Japon. De 1977 à 1983, Felder a été membre de l'orchestre de cordes du Festival de Lucerne.
Ses œuvres ont été présentées dans plusieurs festivals, y compris à Tokyo et Osaka, en Afrique du Sud, à New York et en Russie.
Alfred Felder a collaboré intensivement avec Martin Spühler de Ricketwil, qui a développé plusieurs moyens sonores à partir de matériaux divers comme le métal, le bois et le béton, que Felder a utilisé dans différents concerts. Felder est parmi les compositeurs contemporains à avoir écrit plusieurs œuvres pour le clavecin.
Le Capriccio and Variations for Violin solo de Felder était parmi les pièces obligatoires au concours de violon Shlomo Mintz.
Toutes les partitions de Alfred Felder se trouvent à la bibliothèque centrale de Zürich.

## Œuvres
- Et pour violoncelle (1976)
- Ballade pour violoncelle solo, clavecin et cordes (1982-1983)
- Klangstudie, Variationen über den gregorianischen Osterchoral, pour violoncelle solo (1985)
- Monolog pour clarinette solo (1985)
- Passacaglia pour orgue (1985)
- ... pasar por la calle... Passacaglia pour cordes (1986)
- Notturno, pour violoncelle et clavecin (1986 ; puis version pour cordes)
- Variations pour violon solo (1987)
- Akasha pour clarinette, violoncelle et clavier (1988)
- Metamorphose - Impressionen über ein Bild von Thyl Eisenmann pour cordes et batterie (1988)
- Capriccio pour violon (1989)
- Dschen pour alto (1989)
- Tania's Dance pour flûte (1989)
- Kreise pour flûte, clarinette et harpe (1990)
- Spass bei Saite pour violon et violoncelle (1990)
- Cercles pour flûte, clarinette, harpe, quatuor à cordes et contrebasse (1992)
- Melisma pour soprano, violoncelle et clavecin (1992)
- Wo meine Seele erstarkt pour clarinette, violoncelle et clavier (1992)
- Nachtgesang, musique pour flûte, alto et harpe (1993)
- Quatre collages sur texte de Mani Matter, pour six violoncelles et voix récitante (1993)
- Das Spiel mit dem Wasser pour 3-4 clarinettes en si (1993)
- ==-== (musique pour piano) (1994)
- Vision, pour cordes (1994-1995)
- Vision, pour instruments à vent, contrebasse et batterie (1995)
- Song of the Sky, pour violon, guitare et contrebasse (1996)
- Night Chant, pour violoncelle et piano (1996)
- Wasserspiele, pour quatuor à cordes et clavier (1996)
- Quatre Collages sur musique populaire suisse. Pour trois violons, violoncelle et clavier (1996)
- Melodie pour deux clarinettes (1996)
- Im See ist Feuer pour violon, violoncelle orchestre (1990-1997)
- Regen über der Wüste, pour clarinette, clarinette basse, batterie et voix récitante (1997)
- ""Amen, pour voix récitante, clarinette basse et deux batteries (1997)
- Apache Clown Dance pour clarinette solo in si mineur (1998)
- Fussspur pour flûte solo (1998)
- Elemente, quatre poèmes pour orchestre (1999)
- The second attention, pour violon, violoncello, clavier, maracas, agrafes et gong (2000)
- Traviata-Fantasie pour violoncelle et clavier (2001)
- Labyrinth pour violon, alto et violoncelle (2002)
- ... zu den Rändern ... pour alto, clarinette basse et clavier (2002-2003)
- Chant pour alto (2003)
- Rhythm, cinq mouvements pour piano solo (2003)
- Evening sun pour guitare (2003)
- Chant pour violon (2004)
- Song of the Blue Lizard pour clavier (2004)
- Dreamlines, trio pour deux clarinettes et cor de basset (2004)
- All songs are good, trio pour flute, clarinette et clavier (2004)
- âtesh, pour soprano, basse, baryton, chœur et grand orchestre, texte de Jelaluddin Rumi (2004-2006) (contribution suisse à l'année UNESCO-Rumi, 2007)
- Open secret, sohbet pour violon et orchestre (2006-2007)
- Mullah Nasrudin pour violon (2007)